# Dianemobius wulaius
Dianemobius wulaius is een rechtvleugelig insect uit de familie krekels (Gryllidae). De wetenschappelijke naam van deze soort is voor het eerst geldig gepubliceerd in 1998 door Liu & Yang.
1. ↑  (en) Dianemobius wulaius op de IUCN Red List of Threatened Species.